# Цикл Стірлінга
Ци́кл Сті́рлінга — термодинамічний цикл роботи теплового двигуна. Цикл складається з чотирьох стадій:

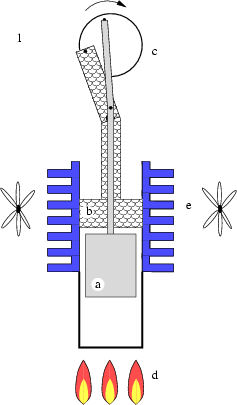
1. Робоча речовина розширюється при постійній температурі
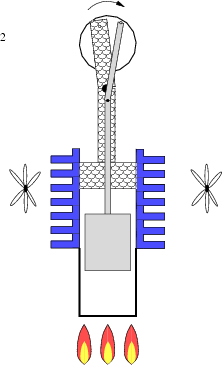
2. Робоча речовина охолоджується при постійному об’ємі
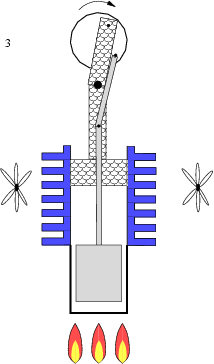
3. Робоча речовина стискається при постійній температурі
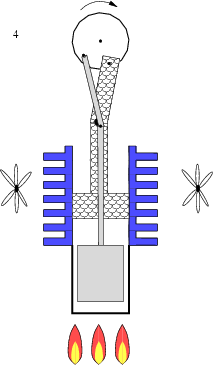
4. Робоча речовина нагрівається при постійному об’ємі

Коефіцієнт корисної дії (ККД) для двигуна, що працює за циклом Стирлінга залежить лише від різниці температур нагрівача {\displaystyle T_{1}} і холодильника {\displaystyle T_{2}}. 